# Suore della Sacra Famiglia di Mission San José
Le Suore della Sacra Famiglia (in inglese Sisters of the Holy Family) sono un istituto religioso femminile di diritto pontificio: le suore di questa congregazione pospongono al loro nome la sigla S.H.F.

## Storia
La congregazione fu fondata nel 1872 a San Francisco da Elisabeth Armer per aiutare le madri lavoratrici e dei padri vedovi accudendone i figli durante la giornata, senza distinzione di etnia o religione.
La fondatrice fu appoggiata da John Prendergast, vicario generale della diocesi, ed ebbe come prima collaboratrice Ellen O'Connor, che succedette alla Armer come superiora dell'istituto. Le costituzioni della congregazione furono preparate nel 1878 dal domenicano Joseph Sadoc Alemany, arcivescovo di San Francisco.
Le suore si dedicarono all'assistenza alla popolazione durante il terremoto e l'incendio del 1906; nel 1947 aprirono la loro prima missione alle Hawaii.
La congregazione ricevette il pontificio decreto di lode l'8 luglio 1931 e le sue costituzioni furono approvate definitivamente dalla Santa Sede il 28 maggio 1945.

## Attività e diffusione
Le religiose si dedicano all'assistenza all'infanzia, alla catechesi e all'educazione dei disabili.
Le suore sono presenti in varie zone degli Stati Uniti d'America; la sede generalizia, dal 1949, è a Mission San José, presso Fremont, in California.
Alla fine del 2011 la congregazione contava 85 religiose in 4 case.